# Leioproctus bigamicus
Leioproctus bigamicus är en biart som först beskrevs av Embrik Strand 1910.  Leioproctus bigamicus ingår i släktet Leioproctus och familjen korttungebin. Inga underarter finns listade i Catalogue of Life.